# Hietatievat-Kalmankaltio
Hietatievat-Kalmankaltio este o arie protejată (arie specială de conservare — SAC, sit de importanță comunitară — SCI) din Finlanda întinsă pe o suprafață de 994 ha, integral pe uscat.

## Localizare
Centrul sitului Hietatievat-Kalmankaltio este situat la coordonatele 68°26′49″N 24°41′51″E / 68.4469°N 24.6975°E.

## Înființare
Situl Hietatievat-Kalmankaltio a fost declarat sit de importanță comunitară în august 1998 pentru a proteja un număr necunoscut de specii din flora spontană și fauna sălbatică aflate în arealul zonei. Situl a fost protejat și ca arie specială de conservare în aprilie 2015.

## Biodiversitate
Situată în ecoregiunea boreală, aria protejată conține 5 habitate naturale: Mlaștini turboase de tranziție și turbării mișcătoare, Izvoare fino-scandinave și mlaștini produse de izvoare bogate în minerale, Taiga vestică, Păduri nordice subalpine/subarctice cu Betula pubescens ssp. czerepanovii, Păduri de conifere pe eskere fluvioglaciare sau legate la acestea.
La baza desemnării sitului se află un număr nedeclarat de specii protejate.
Pe lângă speciile protejate, pe teritoriul sitului au mai fost identificate 4 specii de păsări.